# THE JUMPS
THE JUMPS (ザ・ジャンプス)は、1985年に結成した日本のロック・バンド、1995年に活動休止し、1998年から2004年まで活動し、現在も活動中。

## メンバー
- 島 掬次郎（しま きくじろう、1962年11月11日 - ） - ボーカル。本名は島 昭宏（しま あきひろ）。

弁護士法人アーライツ法律事務所 代表弁護士。名古屋市生まれ。中高一貫校出身。高校でバンド始める。1986年、早稲田大学政治経済学部卒業。ミュージシャン、学習塾、カフェ、音楽レーベル経営などに携わる。2008年、駒澤大学法科大学院修了。2009年に47歳で新司法試験に合格。 2010年12月に48歳で弁護士登録。約2か月半後に福島原発事故が発生し「ノー・ニュークス権」を広めるため、アコースティックユニット「島キクジロウ＆NO NUKES RIGHTS」としても活動。東京弁護士会環境委員会副委員長・動物部会長、日本環境法律家連盟（JELF）理事、一般社団法人えねべん代表理事、ソーラーシェアリング推進連盟の相談役など歴任。
- ツナキ - ギター
- 菅野 英之 - ベース
- 梶原 徹也（1963年9月26日 - ） - ドラム
元THE BLUE HEARTS。
- 稲葉 重千代 - サックス
元NO-CUT。

## 元メンバー

### ギター
- 長田三一
- 井上慎太郎
元AUTO-MOD、突撃ダンスホール
- 藤田紋次郎
- 桜井アツシ
- ツナキ

### ベース
- 小高剛晴
- Jack
- 福本勝治
- 縄田イツキ
- 菅野英之

### ドラム
- 吉田雄三
- 内山和一
- イズミダイズミ
- 梶原 徹也（1963年9月26日 - ）元THE BLUE HEARTS

### サックス
- 原笹徳之
- 福島ピート幹夫
- 稲葉重千代  元NO-CUT

## 概要
バンド「スピルカ」を母体として、1985年に結成されたバンド。
イベント「JUST A BEAT SHOW」の生みの親として有名で、日本のビート・シーンを語る上で欠くことのできない中心的なバンドである。
「男臭さ・泥臭さ・人間臭さ」を身上とし、ライブハウスの親分的意味合いを持っていた。

## 略歴
- 1981年

島、早稲田大学に入学するため愛知県名古屋市から上京。
地元の仲間や他の大学のサークルで活動していた仲間とバンド「スピルカ」を結成。
- 1982年4月

ビートバンドによる新しいムーブメントを起こすべくシリーズギグ「JUST A BEAT SHOW」を始める。
- 1983年5月

「スピルカ」解散。
- 1983年10月頃

いくつかのセッションを経て新バンド「Dogberry」を結成。
- 1984年秋

島、ロンドンに留学。「Dogberry」は活動休止状態に。
- 1985年

島、帰国後にDogberryの旧メンバーを集め「the JUMPS」を結成。
2月、JUMPSにとって初の音源となるオムニバス作品「無印不良品」を発売。
この頃THE BLUE HEARTSと出会う。
秋頃、島や甲本ヒロトの提案で「JUST A BEAT SHOW」のオムニバスのライブ盤を出すことに決定。12月にライブレコーディングを行うが、機材のトラブルにより失敗。
- 1986年

2月11日、渋谷屋根裏で初めてのワンマンライブを行う。入場者にソノシート「FUCK ON FUNK」を配布。
3月8日、前年のレコーディング失敗のため、「JUST A BEAT SHOW」のやり直しライブを行う。レコーディングは無事に終了。
3月、島、大学卒業。
5月、「JUST A BEAT SHOW 1986.3.8 YANEURA」発売。
プレスされた2000枚はあっという間に完売した。
11月、3曲入りシングル「犬に咬まれて俺の両手は血だらけ」発売。
- 1987年

前半はザ・ファントムギフト、THE LONDON TIMES、ニューロティカ、グレイトリッチーズなどのバンドと色々なイベントに参加。
6月、2枚目のシングル「Dyin' Dancin'」を発売。
- 1988年・1989年

当時バンド内で重要な存在だったギタリストが、ある宗教への傾倒を理由に脱退。ギターは当時Saxだった稲葉重千代が担当するが、活動が少しずつ停滞しがちになる。
- 1990年

初のフルアルバム「SO HOT」発売。
- 1993年

渋谷ON AIR WESTにて「JUST A BEAT SHOW 100回記念2DAYS」を行う。
- 1994年

オムニバスアルバム「Sunday Night Session」、初のライブビデオ「男の生きざま」を発売。
- 1995年

活動休止。
島はTHE BLUE HEARTSのオリジナルベーシスト・マサミと「Cabaret'ts」として活動
- 1998年

活動再開。
- 1999年

「JUST A BEAT SHOW 200回記念5DAYS」をクラブチッタ川崎などで行う。
- 2000年

シングル「欲望」、ミニアルバム「KILL OR LOVE」発売。
- 2001年

ドキュメンタリーライブビデオ「DOGS BANQUET」発売。
- 2002年

ミニアルバム「LIBERATION FRONT」発売。
11月29日、渋谷CLUB asiaで「JUST A BEAT SHOW THE FINAL PARTY TO BEGINNING」を行い、JUST A BEAT SHOWとしての活動に終止符を打つ。
- 2003年

「JUST A BEAT SHOW」に代わる新イベント「PUNKS BANQUET」を始める。
- 2004年

下北沢SHELTERのライブをもって活動停止。
島は弁護士を目指す為、全ての音楽活動を休止。勉強に専念する。
- 2009年

島、司法試験に合格。
11月18日、イベント「Rock'n'Lawyer宣言」にて一夜限りの復活。
- 2015年

結成30周年。
7月17日に新宿ロフトにて再結成ライブ「the JUMPS 30th Anniversary Party “Jump the highest！”」を開催。

## 作品

### シングル
- FUCK ON FUNK（1985年・ソノシート）※じゃがたらOTOプロデュース
- 犬に噛まれて俺の両手は血だらけ（1986年）
- Dyin' Dancin'（1987年）
- 欲望（2000年）

### アルバム
- SO HOT（1989年）
- KILL OR LOVE（2000年）
- LIBERATION FRONT（2002年）
- the JUMPS 30th Anniv. “Jump the best & the highest!”（2015年）

#### オムニバス・アルバム
- 無印不良品（1985年・カセットテープ）
- JUST A BEAT SHOW 1986.3.8 YANEURA （1986年5月）
- Sunday Night Session（1989年）
- JUST A BEAT SHOW THE FINAL PARTY TO BEGINNING （2002年）

#### ビデオ
- 男の生きざま（1994年）
- DOGS BANQUET（2001年）